# Marie, Alpes-Maritimes

Marie este o comună în departamentul Alpes-Maritimes din sud-estul Franței. În 1 ianuarie 2022 avea o populație de 103 de locuitori.